# Şamadlū
Şamadlū (persiska: صَمَدلو, ليت وَلی قِشلاقی) är en ort i Iran.   Den ligger i provinsen Ardabil, i den nordvästra delen av landet, 500 km nordväst om huvudstaden Teheran. Şamadlū ligger 352 meter över havet och antalet invånare är 148.
Terrängen runt Şamadlū är huvudsakligen lite kuperad. Şamadlū ligger nere i en dal. Runt Şamadlū är det ganska tätbefolkat, med 104 invånare per kvadratkilometer. Närmaste större samhälle är Germī, 18,4 km sydväst om Şamadlū. Trakten runt Şamadlū består till största delen av jordbruksmark.